# Argiope probata
Argiope probata är en spindelart som beskrevs av William Joseph Rainbow 1916. Argiope probata ingår i släktet Argiope och familjen hjulspindlar.
Artens utbredningsområde är Queensland. Inga underarter finns listade i Catalogue of Life.